# Angelo Cannavacciuolo
Pour les articles homonymes, voir Cannavacciuolo.
Angelo Cannavacciuolo, né à Naples le 17 juillet 1956, est un écrivain, acteur, scénariste et réalisateur italien.

## Biographie
Angelo Cannavacciuolo est né à Naples. À l'origine acteur, il a également écrit et réalisé des pièces de théâtre avant de réaliser son premier long métrage Malesh en 1993.
En 1999, il publie son premier roman Guardiani delle Nuvole nommé pour le prix Viareggio et le Prix Giuseppe Berto. Le livre a été adapté au cinéma par Luciano Odorisio. Le deuxième livre de Cannavacciuolo, Il soffio delle Fate a été nommé pour le Prix Elsa Morante. Le roman Le cose accadono (2008) remporte le Prix Viadana et le Prix Domenico Rea,.

## Publications
- 1999 : Guardiani delle Nuvole, éditeur Baldini & Castoldi
- 2002 : Il soffio delle fate, Baldini & Castoldi
- 2005 :  Acque Basse, Fazi Editore[3], [4].
- 2008 : Le cose accadono, Cairo Publishing  (ISBN 8860521637).
- 2018 : Sacramerica, Est dell'Equatore  (ISBN 8899381437).

## Filmographie partielle

### Acteur
- 1981 : Le occasioni di Rosa de Salvatore Piscicelli
- 1982 : Sapore di mare de Carlo Vanzina
- 1983 : Sapore di mare 2: Un anno dopo de Bruno Cortini
- 1983 : Vai alla grande de Salvatore Samperi
- 1983 : Un'età da sballo (it) d'Angelo Pannacciò
- 1985 : Blues metropolitano de Salvatore Piscicelli
- 1987 : La trasgressione de Fabrizio Rampelli
- 1991 : 18 anni tra una settimana de Luigi Perelli

### Réalisateur
- 1993 : Malesh - Lascia che sia

### Scénario
- 2004 : Guardiani delle nuvole de Luciano Odorisio.